# 働事
働事（はたらき-ごと）は、能楽において、演者の所作と、囃子によって構成される部分のうち、その所作が一定の表意的・具象的な要素を持つものを指す。
舞事と同じく、能管、小鼓、大鼓、太鼓（太鼓は入るものと入らないものがある）の四種の楽器が囃子に用いられる。舞事に比べると、全体的に勇壮で活発なものが多いのが特色である。また舞事は大半がシテまたはツレなどによって一人で行われるが、働事には「斬組」や「立廻り」のようにシテを中心とする多人数によって行われるものが含まれる。

## 大小物
能管、小鼓、大鼓によって奏される働事には「カケリ」（翔）、「イロエ」（彩色）、「斬組」、「立廻り」（ハタラキともいう。また立廻りには太鼓入りもある）の四種がある。なおこれらの名称は慣習や流儀によってさまざまに混用されており、斬組をカケリと称したり、カケリや立廻りをもイロエに含んだりすることもあるので、注意が必要である。
- 翔（カケリ）

武将の霊や物狂いなどのシテが精神の昂揚によってはげしく動きまわるもので、（修羅道の苦患様子をうつしている『屋島』や、狂乱のあまりにさすらい歩く『桜川』）。通常は一段二節で、鼓はノリ拍子、笛はアシライを吹く。急激な緩急の変転があるのが特色。なお各流とも『善知鳥』のカケリは特殊であって、段数が増える。
- イロエ

クセなどの前にシテが静かに舞台を一めぐりする働事。特に表意的な内容はなく、その後に続くクセや序之舞などの序奏的なものとして扱われる（したがって舞囃子などでは通常略される）。無段一節、鼓はノリ拍子、笛はアシライを吹く。『杜若』『桜川』のように女のシテが多いが、『弱法師』のように男のシテが舞うものもあり、『花筐』ではクセの後に奏される。
- 斬組

シテやワキなどを中心として、直面の武士などが多人数で斬りあう働事で、トモ、立衆などとして登場するシテ方は、その他大勢の敵役として、シテやワキなどに斬られる役回りである（舞台上では、安座や仏倒れなどを行って斬られたことを示したのち、切戸口から退く）。無段一節、鼓はノリ拍子、笛はアシライを吹く。『正尊』『烏帽子折』などにあり、大人数を揃えて華やかな視覚的効果を狙う。
- 立廻り

その曲の場面に応じて、シテなどが囃子に合わせて表意的な所作を行うもの。他の舞事・働事とちがって、固定した型があるのではなく、曲ごとに異なった型がついており、事実上、働事の分類のうえでほかの項目に入らないものをまとめて立廻りといっている。したがってその表現する内容も曲によって異なり、共通の性格をいうことはむずかしい。大小立廻り（『通小町』『百万』）と太鼓入り立廻り（『山姥』）があり、通常は無段または一段二節、鼓はノリ拍子、笛はアシライ。

## 太鼓物
能管、小鼓、大鼓、太鼓によって奏される働事には「舞働」、「打合働」、「イノリ」（祈）、「立廻り」（上記参照）がある。太鼓物の通例として、シテの役柄はことごとく人間ではない「異類のもの」に限られる。
- 舞働

神、龍神、天狗、鬼畜など異類のシテが、その神秘的な力を示して勇壮にたちはたらく働事で、特に勇壮活発に演じられる。一段二節または二段三節、笛・鼓ともにノリ拍子で、笛は呂中干ノ地をもとにした譜を吹く。多くシテは早笛で登場し、勢いよく演じるが、『玉井』のシテは特に位を重く、しずかに奏する。また『船弁慶』『鞍馬天狗』など、白頭の小書がつくと位が重くなる。
- 打合働

舞働のうち、特にシテとツレまたはワキが一対一で闘争する場面を主にしたものを指す（『舎利』『龍虎』）。囃子事としてはほぼ舞働に等しいが、位はさらに早くなる。
- イノリ

鬼、怨霊、悪霊など異類の怒り猛ったシテを僧、山伏などのワキが調伏する闘争のさまを描いた働事で、『道成寺』『葵上』『黒塚』にしかなく（流儀によっては『飛雲』にもある）、順に真行草のイノリとされることもある。三段四節、鼓はノリ拍子、笛はアシライを吹き、太鼓はイノリ地と呼ぶ特殊な手組みを打つ。

## 狂言働事
狂言の働事には、大小物の「舞働」と「責メ」、太鼓物の「カケリ」がある。舞働は能の舞働を模したもので、『夷大黒』のような福神物か『歌仙』のような大勢物に用いられる。責メは地獄の鬼が亡者を責めたてる狂言独自の働事で、『朝比奈』のような鬼狂言のほかに、『瓜盗人』などで祭の出し物の稽古として用いられる。笛の主奏による比較的簡略な働事である。カケリは能のカケリをやや単純にしたもので、『名取川』などに使われる。緩急の変化をつけないのが特色である。